# 578 Happelia
Happelia (asteroide 578) é um asteróide da cintura principal com um diâmetro de 69,29 quilómetros, a 2,22005454 UA. Possui uma excentricidade de 0,19306888 e um período orbital de 1 666,79 dias (4,56 anos).
Happelia tem uma velocidade orbital média de 17,95680876 km/s e uma inclinação de 6,14915707º.
Esse asteroide foi descoberto em 1 de Novembro de 1905 por Max Wolf.